# Hogatza River
Der Hogatza River ist ein rund 190 Kilometer langer rechter Nebenfluss des Koyukuk River im westlichen Interior des US-Bundesstaats Alaska.

## Flusslauf
Der Hogatza River gehört zum Flusssystem des Yukon River. Er entspringt an der Südflanke der Brookskette im südlichen National Preserve des Gates-of-the-Arctic-Nationalparks, fließt südwestwärts, überquert den Polarkreis und mündet nach einem stark mäandrierenden Verlauf 51 Kilometer westsüdwestlich von Hughes in den Koyukuk River.

## Name
„Hogatza“, die Bezeichnung der Ureinwohner Alaskas für den Fluss, wurde 1885 von Lieutenant Allen dokumentiert. Die Namen „Kokachatna“ und „Kokachutna“, die Lieutenant Stoney 1900 meldete, bezogen sich vermutlich auf dasselbe Gewässer.